# Tioga (New York)
Tioga város az Amerikai Egyesült Államok New York államában, Tioga megyében. Lakosainak száma 4440 fő (2020. április 1.).

## Népesség
A település népességének változása:

| 2010 | 4 871 |
| 2020 | 4 440 |